# Revistas de ciencia ficción de John Raymond

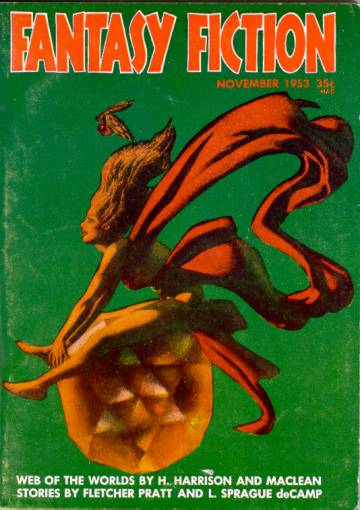
Portada de Hannes Bok para el último número de Fantasy Magazine.

Entre 1952 y 1954, John Raymond publicó cuatro revistas de ciencia ficción y fantasía en formato digest. Raymond era un editor estadounidense de revistas para hombres que sabía poco sobre ciencia ficción, pero el rápido crecimiento del campo y la recomendación de un distribuidor lo impulsaron a dedicarse al género. Raymond consultó y luego contrató a Lester del Rey para editar la primera revista, Space Science Fiction, que apareció en mayo de 1952. Siguiendo la sugerencia de un segundo distribuidor ese año, Raymond lanzó Science Fiction Adventures, que del Rey volvió a editar, pero bajo un alias. En 1953, Raymond dio a del Rey dos revistas más para editar: Rocket Stories, que se dirigía a un público más joven, y Fantasy Magazine, que publicaba fantasía en lugar de ciencia ficción.
Las cuatro revistas fueron rentables, pero Raymond no reinvirtió las ganancias en mejorar las revistas y se retrasó en pagar a los contribuyentes. Del Rey persuadió a Raymond para que volviera a invertir parte de las ganancias en las revistas, pero no resultó en nada y, cuando Del Rey descubrió que Raymond planeaba reducir las tasas en su lugar, renunció. Dos de las revistas continuaron por un corto tiempo con Harry Harrison como editor, pero a fines de 1954 las cuatro revistas habían dejado de publicarse.
Las revistas están bien consideradas por los historiadores de la ciencia ficción. Llevaron ficción de muchos nombres bien conocidos en el campo o que luego se hicieron famosos, incluidos Isaac Asimov, Philip K. Dick, Robert E. Howard y John Jakes.

## Historial de publicaciones
Las revistas de ciencia ficción estadounidenses aparecieron por primera vez en la década de 1920 con el lanzamiento de Amazing Stories, una revista pulp publicada por Hugo Gernsback. La Segunda Guerra Mundial y la consiguiente escasez de papel interrumpieron la expansión del mercado del género, pero a fines de la década de 1940 el mercado comenzó a recuperarse nuevamente. En octubre de 1950 apareció el primer número de Galaxy Science Fiction; alcanzó una circulación de 100.000 ejemplares en un año y su éxito animó a otras editoriales a entrar en el campo. Su distribuidor le dijo a John Raymond, en ese momento principalmente un editor de revistas para hombres, que la ciencia ficción era un campo en crecimiento; Raymond no sabía nada de ciencia ficción, así que le pidió consejo a Lester del Rey y luego le ofreció a del Rey el trabajo de editor en la nueva revista. Del Rey inicialmente dudó, pero finalmente accedió a convertirse en el editor de Space Science Fiction; el primer número estaba fechado en mayo de 1952. Cuando otro distribuidor se acercó a Raymond para preguntarle si estaría interesado en publicar un título de ciencia ficción, le sugirió a del Rey que esta segunda revista debe centrarse en historias de acción. El resultado fue Science Fiction Adventures, que apareció en noviembre de ese año. Raymond decidió expandirse aún más, lanzando Fantasy Magazine en marzo de 1953, y Rocket Stories, que al igual que Science Fiction Adventures estaba dirigida a un público juvenil, el mes siguiente. Ziff Davis había lanzado Fantastic, una revista de fantasía rival, en 1952, y una vez que apareció Fantasy Magazine, amenazaron con demandar a Raymond debido a la similitud de los títulos, por lo que Raymond cambió el nombre de la revista Fantasy Fiction a partir del segundo número.
Del Rey usó varios seudónimos para estas revistas: editó el último número de Fantasy Magazine como «Cameron Hall» y editó Rocket Stories como «Wade Kaempfert»; para Science Fiction Adventures editó como «Philip St. John», y usó otro alias, «R. Alvarez», como nombre del editor. Del Rey contrató a Michael Shaara, más tarde autor ganador del Premio Pulitzer, como editor asociado.
La gestión de las revistas por parte de Raymond era caótica, según del Rey. No había un horario fijo; un día Raymond le dijo a del Rey que las revistas cambiarían a un horario mensual, pero nada salió de esto. Raymond simplemente decidiría que la copia debía entregarse al día siguiente para uno de ellos, lo que significaba que del Rey tuvo que luchar para encontrar material listo para usar, ya que Raymond pagó por la publicación, del Rey no adquirió un inventario de historias con anticipación para usar cuando fuera necesario. Esto hizo que le resultara más difícil cumplir con el plan de dirigir cada revista a un público en particular. Del Rey a veces tenía que escribir una historia de la noche a la mañana para tener una historia principal para un número: «era una forma miserable de llevar una revista», recordó. Raymond le dio a del Rey control total de la compra de historias; como un favor a del Rey, John Campbell, el influyente editor de Astounding Science-Fiction, llamó a Raymond y lo convenció de que era necesario dejar que el editor tomara las decisiones de ficción.
Las cuatro revistas ganaron dinero. La circulación de equilibrio para cada revista fue de 45.000; Fantasy Magazine vendía alrededor de 70.000 ejemplares por número, y Science Fiction Adventures lo hizo casi igual de bien. Tanto Space Science Fiction como Rocket Stories tuvieron problemas de distribución, lo que perjudicó la circulación, pero aun así fueron rentables. El dinero no se reinvirtió en las revistas, y del Rey le propuso a Raymond que aumentaran la tarifa por palabra pagada a los autores, pagaran antes en lugar de en la publicación y aumentaran la remuneración de del Rey. Del Rey calculó el aumento de circulación que se necesitaría para que estas inversiones arrojaran una ganancia neta y amenazó con renunciar a menos que Raymond aprobara los cambios. Raymond estuvo de acuerdo, pero no hizo nada para poner en práctica el nuevo plan, y cuando del Rey fue a las oficinas a quejarse porque había escuchado que a algunos autores no les habían pagado, el director de arte le dijo que Raymond, que no estaba allí, había decidido reducir las tarifas de pago a un centavo por palabra, incluir solo el arte del director de arte y reducir el número de páginas en todas las revistas a 144 páginas. Del Rey renunció y luego recordó que «Raymond informó a todos que me habían despedido y su abogado amenazó con demandarme por difamación y calumnia porque había devuelto los manuscritos a los autores, afirmando que la nueva tarifa estaba vigente. Mi respuesta convenció al abogado de desistir».
Raymond contrató a Harry Harrison para reemplazar a Del Rey en tres de las revistas; Harrison no quiso participar en Fantasy Magazine porque sentía que sabía muy poco sobre el género de fantasía. Raymond contrató a Fletcher Pratt para Fantasy Magazine en su lugar; Pratt reunió un quinto número, pero no le pasó los manuscritos a Raymond hasta que se les pagara a los autores. Raymond no pagó y el quinto número nunca se imprimió. Los otros títulos no duraron mucho más; Space Science Fiction nunca vio un número con el nombre de Harrison como editor, y solo apareció un número más de Rocket Stories y tres de Science Fiction Adventures, el último número de este último con fecha de mayo de 1954.

### Space Science Fiction

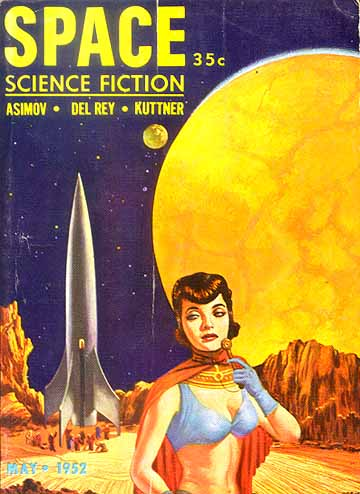
Portada del primer número de Space Science Fiction, de Paul Orban.

### Rocket Stories

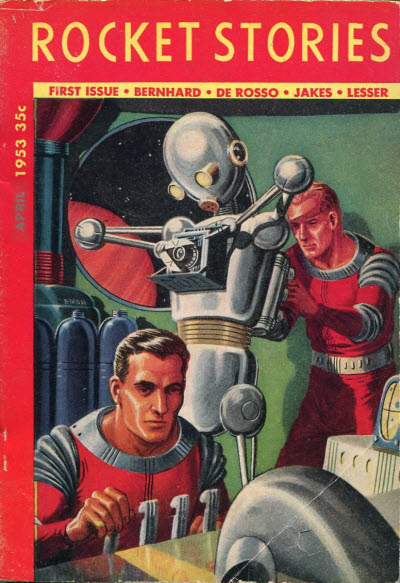
Portada del primer número de Rocket Stories; arte por Ed Emshwiller.